# Operation Blå Flagermus
Operation Blå Flagermus var en amerikansk militær indgriben i Libanon sommeren 1958, efter at Libanons daværende præsident Camille Chamoun bad USA om bistand til at modstå stærkt indre og ytre pres om at tilslutte sig til Forenede Arabiske Republik. USA valgte at støtte Chamoun fordi de frygtede en øget kommunistisk indflydelse i landet. Operationen blev regnet som en succes, og amerikanerne trak sig igen ud den 25. oktober. Chamoun trak sig senere som præsident, og blev erstattet af den mere moderate Fuad Chehab.